# Inno nazionale del Sudafrica
L'inno nazionale del Sudafrica si compone dal 1997 dei due inni precedenti e all'epoca coufficiali, Nkosi sikelel' iAfrika e Die Stem van Suid-Afrika.
Il primo (il cui titolo, in lingua xhosa, significa "Dio protegga l'Africa") fu composto nel 1897 dal sudafricano Enoch Sontonga (ca. 1873 – 1905), e dal 1925 fu l'inno dell'African National Congress (ANC).
Il secondo (il cui titolo, in afrikaans, significa "Il richiamo del Sudafrica") fu composto nel 1918 da C. J. Langenhoven, e fu prima il secondo inno della colonia sudafricana dal 1936 al 1957 insieme a God Save the King, per poi diventare inno nazionale tra il 1957 e il 1994 (sebbene non venne più eseguito ufficialmente dopo il 1991 perché ritenuto simbolo dell'Apartheid).
Tra il 1994 e il 1997 Nkosi sikelel' iAfrika venne affiancato a Die Stem come secondo inno nazionale; nel 1997 l'African National Congress accorpò una strofa di Die Stem a Nkosi sikelel' iAfrika, creando così il nuovo inno ibrido tuttora in uso.

## Testo
| Nkosi sikelel' iAfrika Maluphakanyisw' uphondo lwayo, Yizwa imithandazo yethu, Nkosi sikelela, thina lusapho lwayo.                                                | (xhosa e zulu) |
| Morena boloka Morena boloka setjhaba sa heso, O fedise dintwa le matshwenyeho, O se boloke, O se boloke setjhaba sa heso, Setjhaba sa South Afrika - South Afrika. | (sesotho)      |
| Die Stem van Suid-Afrika Uit die blou van onse hemel, Uit die diepte van ons see, Oor ons ewige gebergtes, Waar die kranse antwoord gee,                           | (Afrikaans)    |
| Sounds the call to come together, And united we shall stand, Let us live and strive for freedom, In South Africa our land.                                         | (Inglese)      |

### Pronuncia
| ŋkɔsi sikɛlɛl.iafrika malupʰak'aɲ̟isw upʰɔnd̥ʰɔ lwajɔ jizwa imitʰandazo jetʰu ŋkɔsi sikɛlɛla tʰina lusapʰo lwajɔ mʊʀenɑ bʊlʊk'ɑ sɪtʃʰɑbɑ sɑ hesʊ ʊ fedise dint'wɑ lɪ matsʰweɲehʊ ʊ sɪ bʊloke ʊ sɪ bʊloke sɪtʃʰɑbɑ sɑ hesʊ sɪtʃʰɑbɑ sɑ saʊθ ɑfrɪkǝ saʊθ ɑfrɪkǝ œjt di blɵu fan ɔnzǝ 'hɪǝmǝl œjt di 'diptǝ fan ɔnz sɪǝ ʊǝr ɔnz 'ɪǝwǝxǝ xǝ'bɛrxtǝs vɑːr di 'kransǝ 'antvʊǝrt xɪǝ saʊndz ðə kɔːɫ tuː kʌm tʊˈɡɛð.ə(ɹ) ænd jʊˈnaɪtɪd wiː ˈʃæl stænd lɛt ʌs lɪv ænd ˈstɹaɪv fɔː(ɹ) ˈfɹiːdəm ɪn saʊθ ˈæf.ɹɪ.kə ˈaʊə(ɹ) lænd |

### Traduzione
Dio benedica l'Africa,

possa la sua gloria innalzarsi.

Ascolta la nostra richiesta,

Dio, benedici noi, i nostri figli.
Dio, ti chiediamo di proteggere il nostro paese,

intervieni e poni fine a tutti i conflitti,

proteggici, proteggi il nostro paese,

proteggi il Sudafrica, Sudafrica.
Dal blu dei nostri cieli,

dalle profondità dei nostri oceani,

sulle nostre eterne montagne,

dove risuona l'eco fra le rocce,
risuona il richiamo a unirci,

e uniti saremo forti.

Lasciaci vivere e combattere per la libertà

in Sudafrica, nella nostra terra.